# Oblatenkloster Saarbrücken

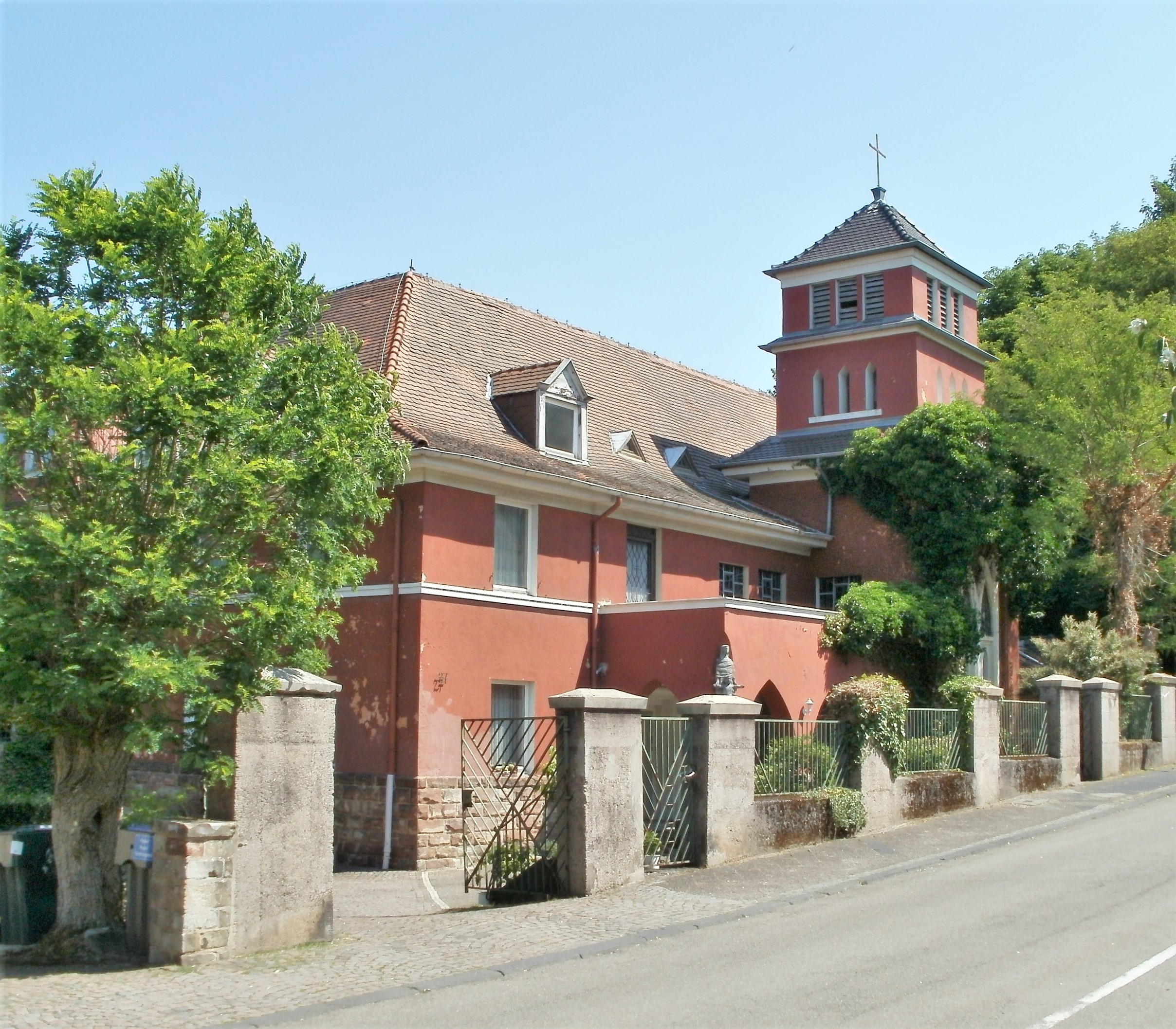

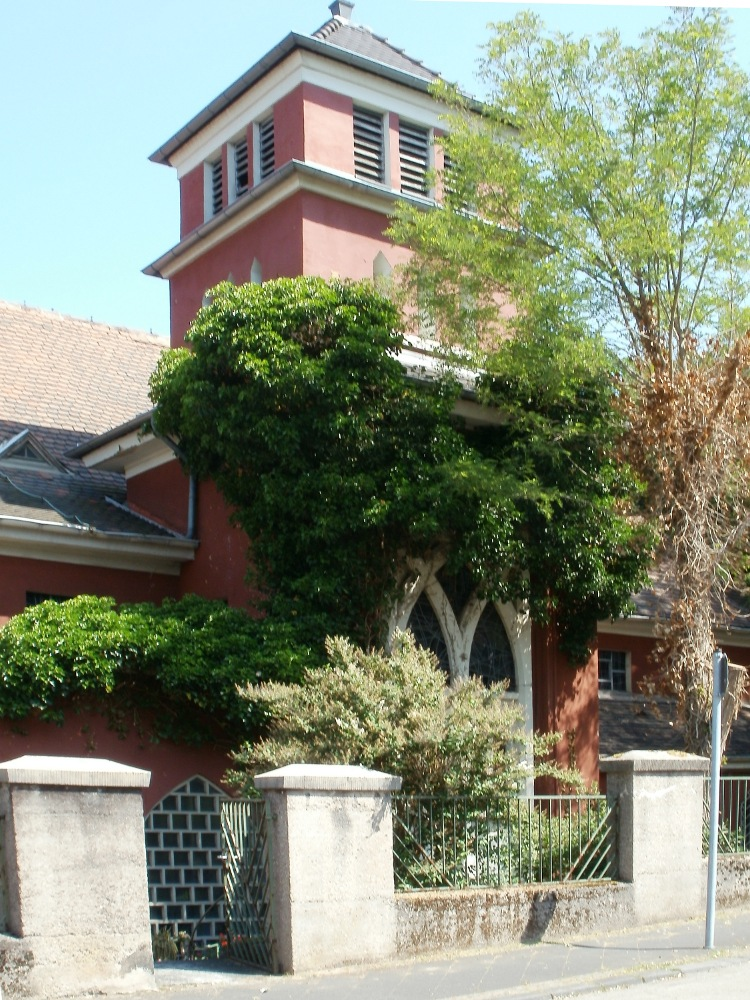
Kirchturm

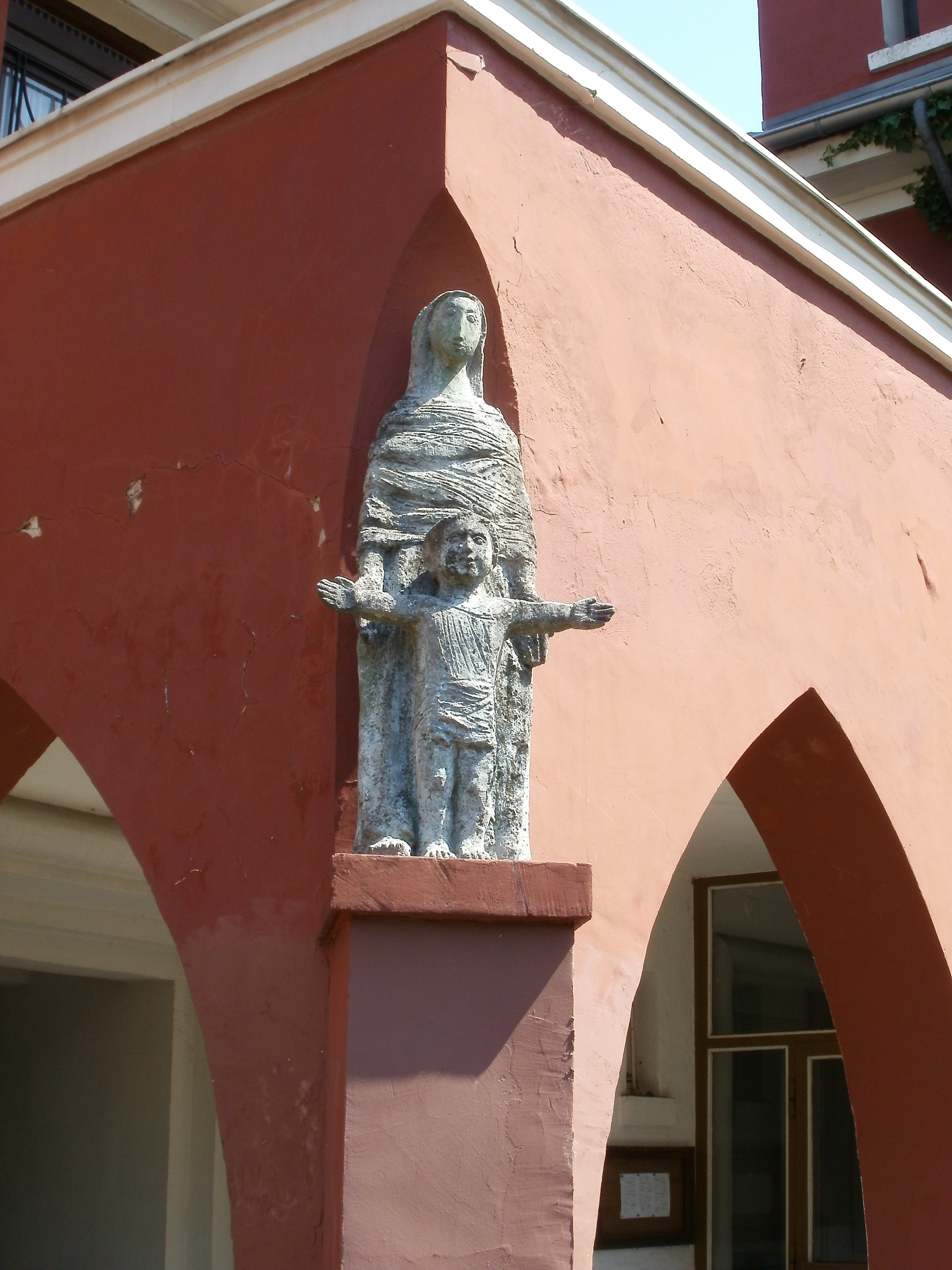
Figürliche Darstellung über dem Eingang

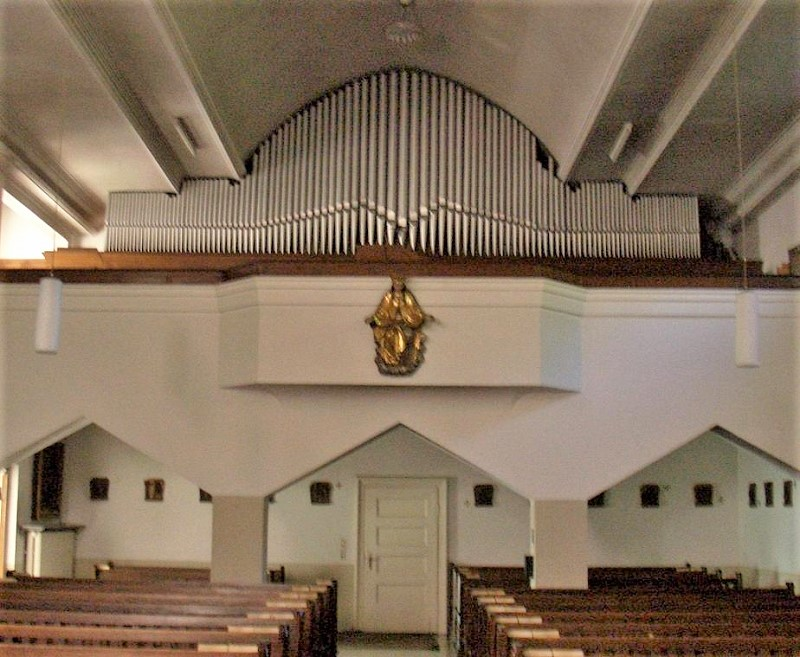
Späth-Orgel

Das Oblatenkloster Saarbrücken ein ehemaliges römisch-katholisches Kloster der Oblaten der Unbefleckten Jungfrau Maria. Es befindet sich im Wohnviertel Rotenbühl, weshalb es gelegentlich auch als Rotenbühlkloster bezeichnet wurde.

## Geschichte
Das Oblatenkloster Saarbrücken wurde 1928 im Stil eines schlichten Abstraktions-Historismus nach Plänen des Architekten Moritz Gombert errichtet. Von seiner Errichtung bis zur Einweihung der neuen Pfarrkirche Maria Königin im Jahr 1959 war es gleichzeitig pastorales Zentrum und Klosterpfarrei für die katholische Bevölkerung in diesem Teil der Stadt. Ab 1995 lebte mit Pater Hermann-Josef Esser nur noch ein einziger Pater hier. Im Jahre 2011 wurde das Kloster vom Oblatenorden aufgegeben. Verschiedene Nachnutzungspläne, die zur Debatte standen, wurden bisher nicht realisiert, sodass das Gebäude bis heute leer steht.

## Klosterkirche
In das L-förmige Gebäude ist die Klosterkirche integriert. Sie trägt das Patrozinium „Maria von der Immerwährenden Hilfe“. Der rechteckige Kirchenraum, wird in der Mitte von einer Tonnendecke überspannt, die zu den Seiten hin in eine Flache Decke übergeht. Der Altarraum der Klosterkirche wird von einem langen Lanzettbogen vom Kirchenschiff abgetrennt, dessen Flanken bis zum Boden reichen und schließt mit einem flachen Chorschluss ab. Zu beiden Seiten schließt sich jeweils ein niedriges Seitenschiff an, welches durch ebensolche Spitzbögen abgetrennt ist. Im Nördlichen befanden sich einige Bänke und ein Marienaltar und es fanden dort regelmäßig die Frühmessen statt. Über dem Seitenschiff sind rechteckige Obergadenfenster mit einer bunten Bleiverglasung angebracht. Sämtliche Ausstattungsstücke der Kirche, mit Ausnahme des schlichten steinernen Hochaltars wurden nach der Schließung des Klosters verkauft. Seitlich der Kirche schließt sich ein einfacher niedriger Kirchturm an, der auffällige Ähnlichkeiten zum Turm der altkatholischen Kirche St. Willibrord in München besitzt.

## Orgel

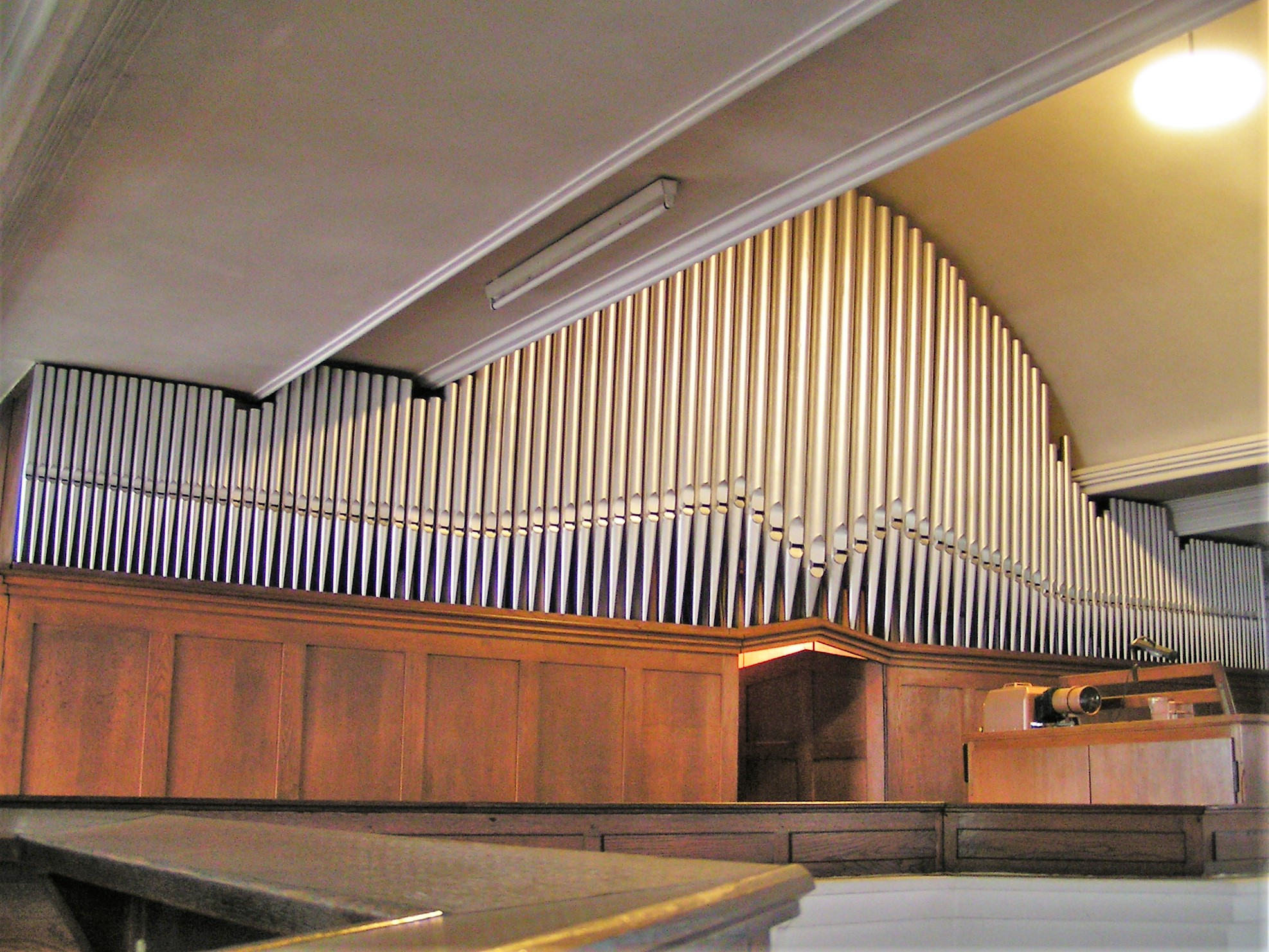

Auf der Empore der Kirche befand sich eine verhältnismäßig stattliche Orgel mit 19 Registern zuzüglich dreier Extensionen und einer Windabschwächung. Das Instrument wurde im Jahr 1937 als Opus 488 der Firma Gebr. Späth Orgelbau aus Ennetach unter Verwendung von älteren Teilen der Firma Roethinger erbaut. Im Jahr 1970 wurde durch Hugo Mayer ein Krummhorn im II. Manual ergänzt. Da im vorhandenen Schwellgehäuse kein Platz mehr vorhanden war, wurde um das Krummhorn ein eigener kleiner Schwellkasten gebaut, der synchron mit dem Hauptschweller gesteuert wurde.
Der Freipfeifenprospekt war exakt in den Verlauf der Decke angepasst. Die Orgel besaß sowohl Kegel- als auch Taschenladen.
Nach der Schließung des Klosters wurde die Orgel nach Polen verkauft. Heute befindet sie sich in der Pfarrkirche Sw. Idziego in Choceń. Beim dortigen Einbau bekam die Orgel einen völlig neu arrangierten Prospekt, der an die neue Kirche angepasst worden war. Inwiefern weitere Änderungen am Instrument vorgenommen wurden, ist zurzeit nicht bekannt. Das Instrument besaß (am Standort Saarbrücken) folgende Disposition:
| I Hauptwerk C–g3 |               |       |
| 1.               | Principal     | 8′    |
| 2.               | Bordun        | 8′    |
| 3.               | Dulciana      | 8′    |
| 4.               | Fugara        | 4′    |
| 5.               | Kleingedackt  | 4′    |
| 6.               | Quinte        | 2 ⁄3′ |
| 7.               | Mixtur II-III | 2′    |
| 8.               | Trompete      | 8′    |

| II Schwellwerk C–g3 |                 |       |
| 9.                  | Geigenprincipal | 8′    |
| 10.                 | Blockflöte      | 8′    |
| 11.                 | Salicional      | 8′    |
| 12.                 | Vox coelestis   | 8′    |
| 13.                 | Rohrflöte       | 4′    |
| 14.                 | Waldflöte       | 2′    |
| 15.                 | Quinte          | 1 ⁄3′ |
| 16.                 | Sesquialter II  | 2 ⁄3′ |
| 17.                 | Krummhorn       | 8′    |
|                     | Tremolo         |       |

| Pedal C–f1 |              |     |
| 18.        | Subbaß       | 16′ |
|            | Zartbaß      | 16′ |
| 19.        | Octavbaß     | 8′  |
|            | Choralbaß    | 4′  |
|            | Sopran       | 2′  |
|            | Stillposaune | 16′ |

- Koppeln:
  - Normalkoppeln: II/I, I/P, II/P
  - Suboktavkoppel: II/I
  - Superoktavkoppeln: I/I, II/I
- Spielhilfen: 1 freie Kombination, Tutti, Crescendowalze, Einstellbares Automatisches Pianopedal

Anmerkungen:
1. ↑  Windabschwächung aus Nr. 18
2. 1 2  Extensionen aus Nr. 19
3. ↑  Extension aus der Nr. 8

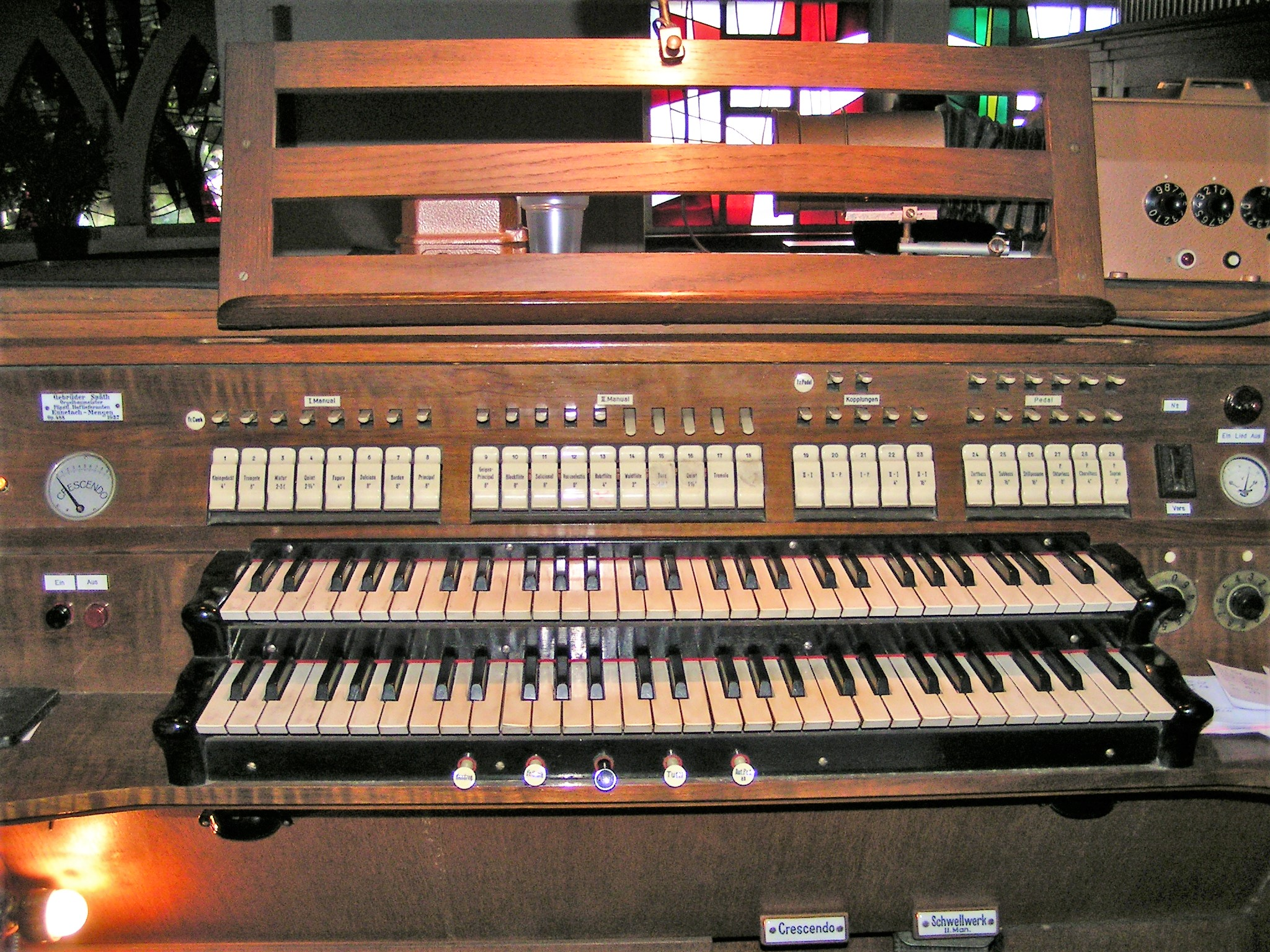
Spieltisch
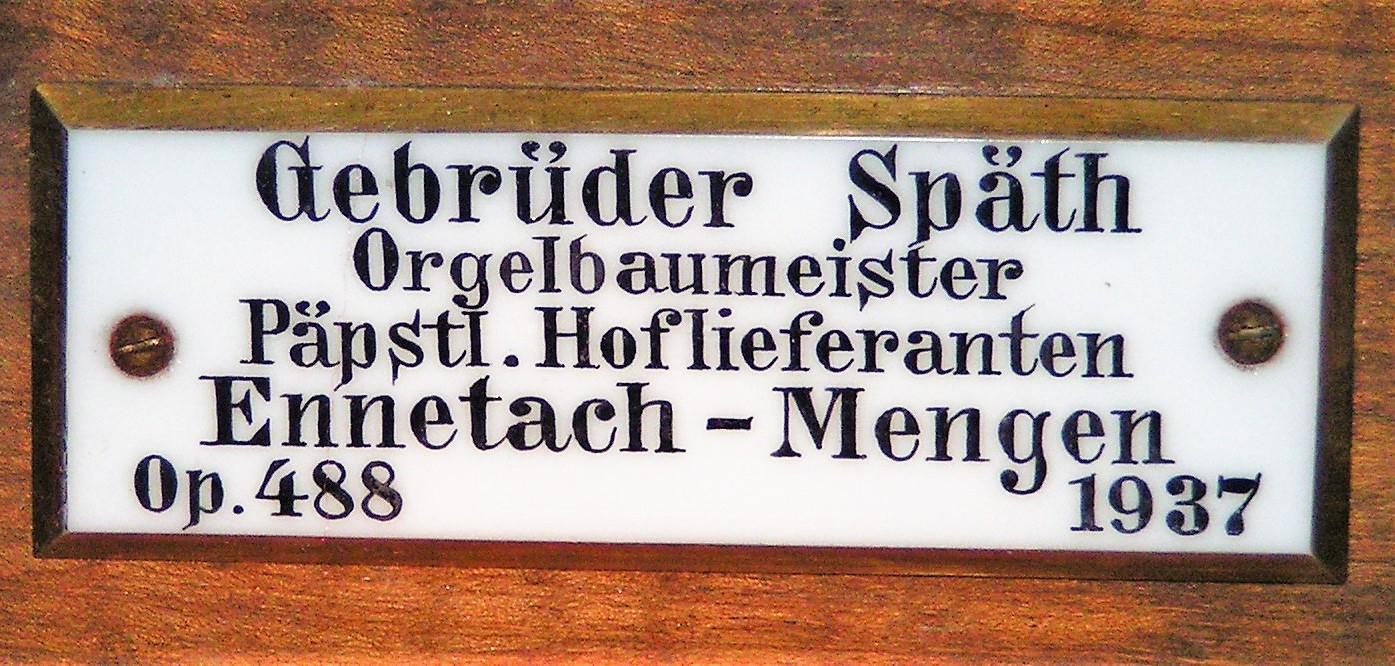
Firmenschild